# 菱形村
菱形村（ひしがたむら）は熊本県にあった村。鹿本郡に属した。

## 地理
- 河川：木葉川
- 池：菱形池

## 歴史
- 1889年（明治22年）4月1日 - 町村制施行により山本郡円台寺村、上古閑村、木留村、辺田野村、那知村、轟村が合併し発足。
- 1896年（明治29年）4月1日 - 山鹿郡と山本郡が統合し鹿本郡となる。
- 1955年（昭和30年）1月1日 - 植木町、吉松村、山本村、田原村、桜井村、山東村と合併し植木町となる。

## 学校
- 菱形村立菱形小学校